# Табачник Ольга
О́льга Таба́чник (1923, місто Коломия, нині Івано-Франківської області) — українська співачка (колоратурне сопрано).
Від 1945 року живе у Польщі. Навчалася в музичній школі у м. Гливиці (у А. Ленчевської). Там виступала в опері (1952—1957), пізніше у музичному театрі Щецина, від 1962 року як естрадна співачка в Щецинській філармонії, у Ґданську і Бидгощі, від 1970 року в опереті в Гливицях. Брала участь в українських концертах.